# آتاهوآلپا یوپانکی
آتاهوآلپا یوپانکی (به اسپانیایی: Atahualpa Yupanqui) (۳۱ ژانویه ۱۹۰۸–۲۳ می ۱۹۹۲) خواننده، ترانه‌سرا، گیتارنواز و نویسنده آرژانتینی است.
از او به عنوان یکی از مهم‌ترین موسیقی‌دانان سبک سنتی آرژانتین در سدهٔ بیستم یاد می‌شود. ترانه‌های ساخت او توسط خوانندگان شهیری چون مرسدس سوسا، لس چالچالروس، اوراسیو گوارانی، خورخه کافرونه، آلفردو زیتاروسا، خوسه لارالده، ویکتور خارا، آنخل پارا، خائیرو، آندرس کالامارو، دیویدیدوس، ماری لافورت و بسیاری دیگر بازخوانی شده و بسیاری از خوانندگان در آرژانتین و در سراسر جهان از او تأثیر پذیرفته‌اند.

## زندگی‌نامه
با نام اصلی اِکتور روبرتو چاورو آرامبورو (Héctor Roberto Chavero Aramburo) در ۳۱ ژانویهٔ ۱۹۰۸ در استان بوئنوس آیرس، در منطقه‌ای با نام کامپو دلا کروز به دنیا آمد و تولدش در پرگامینو، شهری در ۳۰ کیلومتری زادگاهش و ۲۲۴ کیلومتری شمال غرب شهر بوئنوس آیرس پایتخت آرژانتین ثبت شد. پدرش اهل شهر لورتو واقع در استان سانتیاگو دل ارستو و دارای ریشهٔ کچوآیی و مادرش از اهالی باسک اسپانیا بود.
نخستین سال‌های کودکی‌اش در روستای آگوستین روکا، جایی که پدرش در راه‌آهن کار می‌کرد گذشت. آنجا روزهایش در شگفتی و کشف و شهودی که زندگی روستایی و کشف جهان خارق‌العادهٔ موسیقی از طریق ترانه‌های دهقانان و نوای گیتارشان به او عرضه می‌داشتند سپری می‌شد؛ و گیتار، عشق جاودان زندگی‌اش بود. پس از مدتی تلاش ناموفق در یادگیری ویولن، شروع به آموختن گیتار نزد استاد باتیستا آلمیرون کرد. کاری که موجب شعله‌ور شدن ذوق و هدفش شد، و در عین حال وجود جهانی پهناور از تم‌هایی فراتر از تم‌های گاچویی را بر او آشکار ساخت. اما این آموزش گیتار مستمر و کامل نبود؛ به دلایلی از جمله اینکه او بی‌پول بود، اینکه استادش شاگردان دیگری نیز داشت، اینکه خانواده‌اش به دلیل شغل پدر مدام مجبور به سفر بود و نیز اینکه استادش آلمیرون سفرهایی دوره‌ای برای اجرای کنسرت داشت. با وجود این، عشق به گیتار برای همیشه در روحش نقش بست. از آن پس او شعرهایش را با نام مستعار آتاهوآلپا یوپانکی امضاء می‌کرد. او نام هنری اش را از همان نوجوانی انتخاب کرده بود. «آتاهوالپا» نام آخرین پادشاه یا امپراتور اینکا است که توسط فاتحان اروپایی کشته شد و «یوپانکی» نیز در میان سرخپوستان تیرهٔ کچوا و در زبان محلی آنان، لقبی افتخارآمیز محسوب می‌شود.
در سال ۱۹۹۲ میلادی، آتاهوآلپا یوپانکی به شهر نیم در فرانسه رفت تا برنامه‌ای اجرا کند اما در آنجا بیمار شد و در شب ۲۳ می ۱۹۹۲ درگذشت.
خاکستر او بنا به وصیت خودش در باغ خانه‌اش در سرو کلرادوی آرژانتین که حالا تبدیل به موزه‌ای شده در سایهٔ بلوطی اروپایی دفن شده‌است.

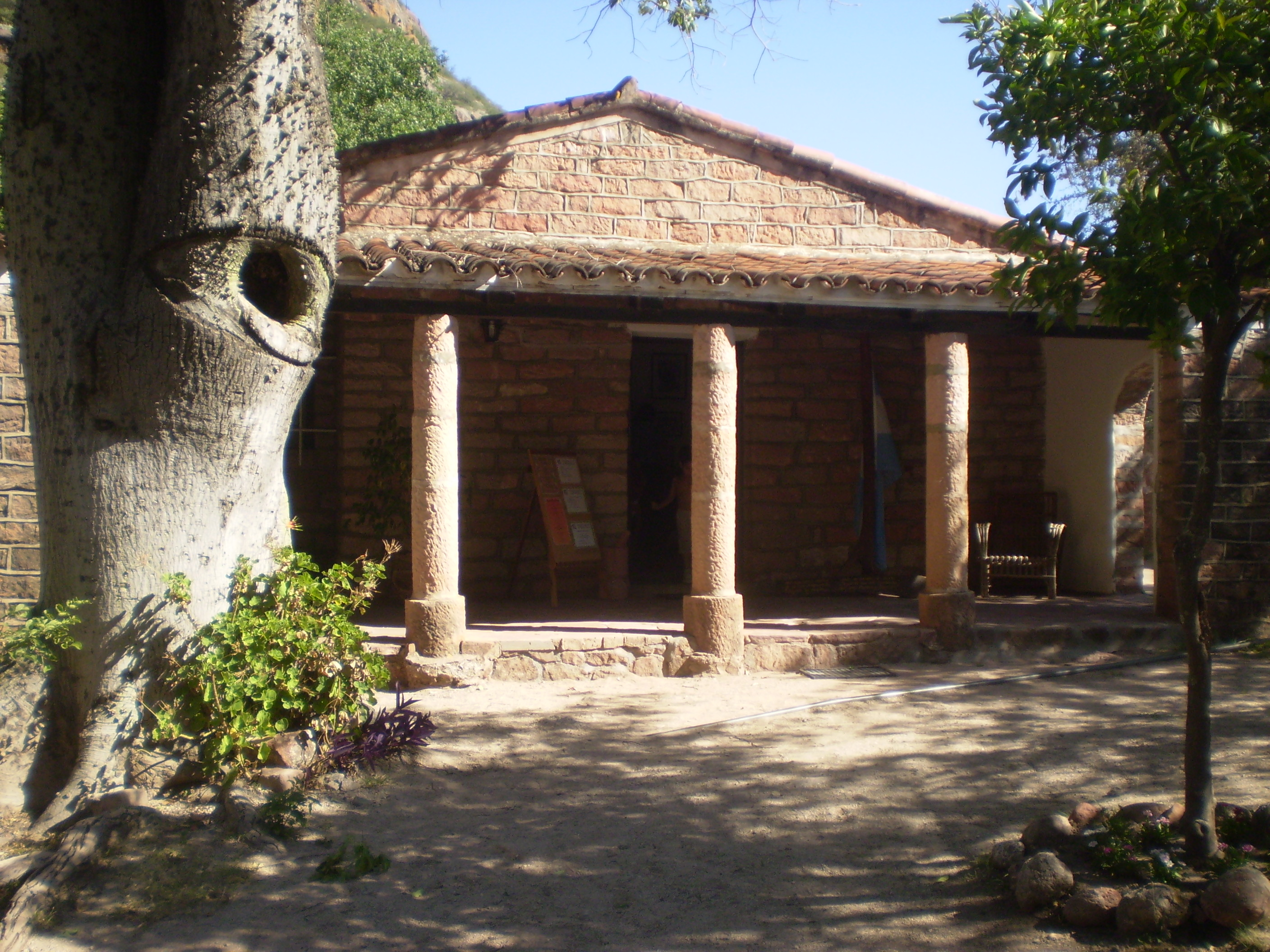
خانه و موزهٔ آتاهوآلپا یوپانکی در شهر سرو کلرادو در استان کوردوبا، آرژانتین.

## نقل قول‌ها
- «[شاعر بودن] از نظر من، نوعی تعهد به حقیقت است.» (در پاسخ به خبرنگار مجله موسیقی «کروس» که از او پرسیده بود به نظر شما شاعر بودن یعنی چه؟)[۴]
- «این وضعیت در خیلی از جاهای دنیا پیش آمده… در کشور ما پرنده‌ای هست که آواز همهٔ پرندگان دیگر را تقلید می‌کند، اما آواز مستقلی از خودش ندارد… چه عقوبتی! شاید بعضی ملت‌ها هم همین‌طور باشند». (در پاسخ به خبرنگاری که به او گفت در سال‌های اخیر ترانه‌های مردمی در فرانسه دچار بی‌ریشگی شده‌است)[۴]
- «انسان به طور غریزی میل به تعالی دارد. البته بعضی چیزها او را به طرف پایین می‌کشد اما انسان همچنان برای بالا رفتن، برای تعالی، مبارزه می‌کند… [این تلاش و مبارزه]، بهایی است که به خاطر عشق و احترام به فرهنگ می‌پردازیم…» (در پایان یک مصاحبه، پیرامون شعر و هنر)[۴]
- «اگر روستای خودتان را درست توصیف کنید، جهانی هم خواهید شد.» (در پاسخ به خبرنگاری که از او پرسید: چگونه با آنکه شما شدیداً به سرزمین بومی خود دلبسته هستید، ترانه‌هایتان جهانی و فراگیر است؟)[۴]

## معروف‌ترین آهنگ‌ها
- «Los Hermanos = برادران»
- «Nada más = همین و بس»
- «Basta Ya = بس است دیگر»
- «Campesino = کشاورز»
- «Canción Para Pablo Neruda = ترانه‌ای برای پابلو نرودا»
- «Preguntitas sobre Dios = پرسش‌هایی دربارهٔ خدا»
- «Duerme Negrito = بخواب؛ سیاه کوچولو!»
- «Viene clareando»
- «El arriero»
- «Zamba del grillo»
- «La añera»
- «La pobrecita»
- «Milonga del peón de campo»
- «Camino del indio»
- «Chacarera de las piedras»
- «Recuerdos del Portezuelo»
- «El alazán»
- «Indiecito dormido»
- «El aromo»
- «Le tengo rabia al silencio»
- «Piedra y camino»
- «Luna tucumana»
- «Los ejes de mi carreta»
- «Sin caballo y en Montiel»
- «Cachilo dormido»
- «Tú que puedes vuélvete»

## کتاب‌ها
- (۱۹۴۰) Piedra sola
- (۱۹۴۳) Aires indios
- (۱۹۵۳) Cerro Bayo
- (۱۹۶۰) Guitarra
- (۱۹۶۵) El canto del viento
- (۱۹۷۲) El payador perseguido
- (۱۹۹۲) La Capataza

## آلبوم ها
- Hits Collection Yupanqui Atahualpa
- Basta Ya 2006
- ¡Soy Libre! ¡Soy Bueno! (1968)